# Cyrtodactylus fumosus
Cyrtodactylus fumosus es una especie de gecos de la familia Gekkonidae.

## Distribución geográfica
Es endémica de las Célebes (Indonesia). Los avistamientos en otras islas cercanas como Java son dudosos.